# Pile gallo-romaine de Chagnon
La pile gallo-romaine de Chagnon est une ancienne tour gallo-romaine en pierre, aussi appelée pile, située sur la commune d'Aumagne, dans le département français de la Charente-Maritime.
Construite, probablement au IIe ou IIIe siècle en bordure de la voie antique reliant Limonum (Poitiers) à Mediolanum Santonum (Saintes), elle est démolie en 1840 mais un dessin du milieu du XVIIe siècle conserve sa trace et des fouilles à la fin du XIXe siècle permettent de retrouver son emplacement exact et de mettre au jour ses fondations.
Même s'il est difficile d'en savoir plus sur son aspect, il s'agit sans nul doute d'un monument funéraire comparable à d'autres piles.

## Localisation

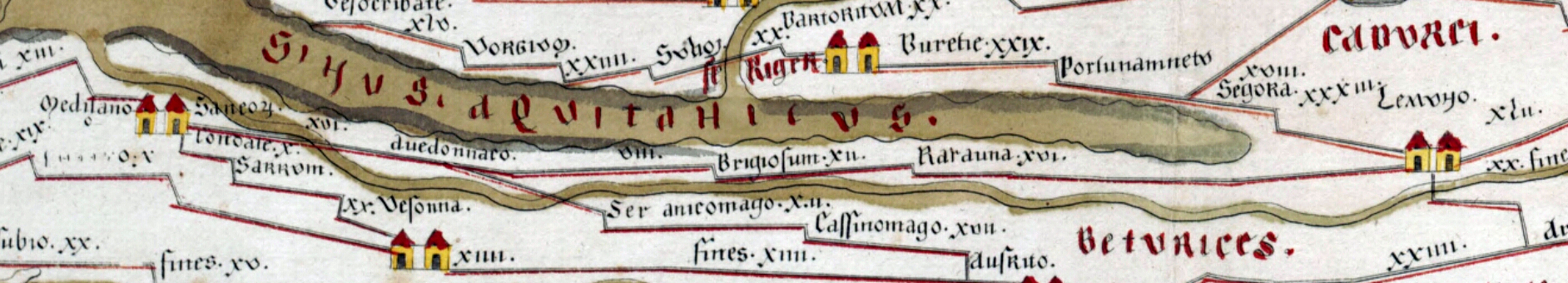
La voie Poitiers-Saintes sur la table de Peutinger.

Le monument, dans la civitas des Santons, se trouve implanté au carrefour de deux voies antiques. La première relie Limonum (Poitiers) à Mediolanum Santonum (Saintes) et figure sur la table de Peutinger ainsi que sur l'itinéraire d'Antonin ; elle est recouverte par la D129. La seconde, devenue la D228, lui est perpendiculaire.
La pile et l'enclos qui l'entoure sont alignés sur ces deux voies qui se coupent à angle droit : côté ouest parallèle à la voie Poitiers-Saintes et côté sud parallèle à l'autre voie.
Elle occupe le sommet d'une petite côte (surélévation de 4 m environ) sur le tracé de la voie romaine.

## Historique

Les piles funéraires de Charente-Maritime.

Pour Camille Jullian, la pile est élevée sous la dynastie des Antonins mais pour Louis Maurin, la pile, plus tardive, ne remonte qu'au IIIe siècle apr. J.-C.. Ces deux propositions s'inscrivent dans une fourchette plus large communément admise pour la construction des piles funéraires gallo-romaines : le Haut-Empire romain.
Le monument est dessiné par Claude Chastillon au milieu du XVIIe siècle. Ruinée plus tard, la pile est rasée en 1840.
Pendant l'hiver 1896-1897, le site de la pile est sommairement fouillé, ce qui permet de retrouver ses fondations et celles des structures qui l'accompagnaient, à l'emplacement indiqué par Claude Chastillon plus de deux siècles auparavant ; un copieux mobilier archéologique est également mis au jour.
Dans la Carte archéologique de la Gaule - La Charente-Maritime (17) publiée en 1999 par Louis Maurin, deux pages sont consacrées à la pile de Chagnon. L'étude sur les piles funéraires du Sud-Ouest écrite en 2016 par Pascale Clauss-Balty dresse l'état des connaissance sur la pile de Chagnon et la compare aux autres monuments étudiés.

## Description

Plan de la pile.

Le monument, dont le soubassement mesure 10,20 × 10,48 m, s'inscrit au centre d'un enclos carré de 26,25 m de côté.

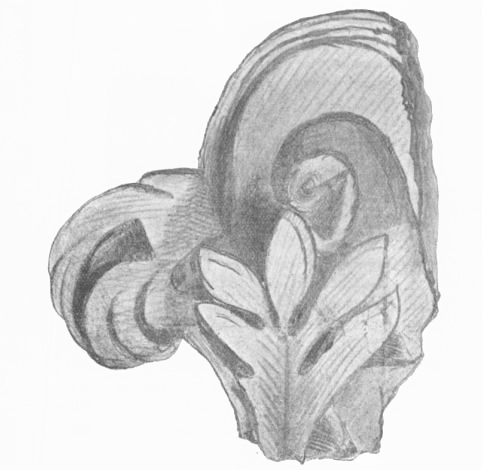
Élément décoratif retrouvé dans les fondations de la pile.

Il est construit presque directement sur le sous-sol rocheux, le massif de fondations ne mesurant que 0,50 m de hauteur ; celles-ci seraient partiellement constituées d'éléments décoratifs (chapiteaux, moulures...) provenant d'un édifice antérieur.
Le soubassement est composé d'un noyau fait de pierres liées au sable et à la terre et parementé de moellons cimentés. L'élévation est mal connue mais devait faire appel elle aussi à un noyau en opus caementicium avec un parement de blocs de grand appareil — ces derniers, manquants, ont dû faire l'objet d'une récupération systématique —. Il est difficile de statuer sur l'existence d'une niche, dont aucune trace n'est discernable sur le dessin du XVIIe siècle, mais Louis Maurin indique qu'il n'y en avait pas, pas plus que de chambre funéraire dans la pile elle-même et s'ouvrant sur elle.
Une unique brique portant des arcs de cercles de couleurs contrastées suggère que le parement de la pile aurait pu recevoir un décor comparable à celui de la pile de Cinq-Mars.
L'enclos, dont le mur mesure 0,70 m d'épaisseur, comporte, aux deux extrémités de son côté ouest, un épaississement pouvant correspondre aux traces d'un portique tourné vers la voie romaine.
Parmi le nombreux mobilier archéologique mis au jour lors des fouilles, de deux tablettes de défixion en plomb destinées à être déposées dans les sépultures et d'une tête féminine en calcaire haute de plus de 50 cm et qui a été volontairement enfouie dans une cavité creusée dans le substrat rocheux, confirme la vocation funéraire du site,.

## Fonction
Sur le dessin de Chastillon, la pile de Chagnon apparaît, en compagnie de la pyramide d'Authon-Ébéon, avec une légende ainsi orthographiée « Les faniaulx : ruines entiques de Varèze au pais d'Augoumois ». Le nom « faniaulx » a pu être à l'origine d'une confusion sur le rôle de ces monuments, interprétés comme des fanaux, des phares. Le substantif « faniaulx » semble plutôt renvoyer à fanum (temple ou monument religieux au sens plus large), même si cela n'exclut pas que le monument ait pu servir, ultérieurement, de repère géographique en raison de sa position dans le paysage et la voirie antiques puis médiévales.
La pile de Chagnon est, selon toute vraisemblance, un monument gallo-romain, peut-être encore plus imposant que la tour de Pirelonge dans le même département, destiné à signaler la présence des sépultures de l'enclos à son pied.